# پوزه‌بید بلوط‌خوار
پوزه بید بلوط خوار (نام علمی: Acrobasis comptella) نام یک گونه از تیره پوزه‌بیدان است. این گونه برای اولین بار توسط امیلی لوئیس راگونوت در سال ۱۸۸۷ میلادی کشف و نامگذاری شد. این گونه تاکنون فقط در غرب ایالات متحده آمریکا دیده شده است.